# Гвенн Тейрброн

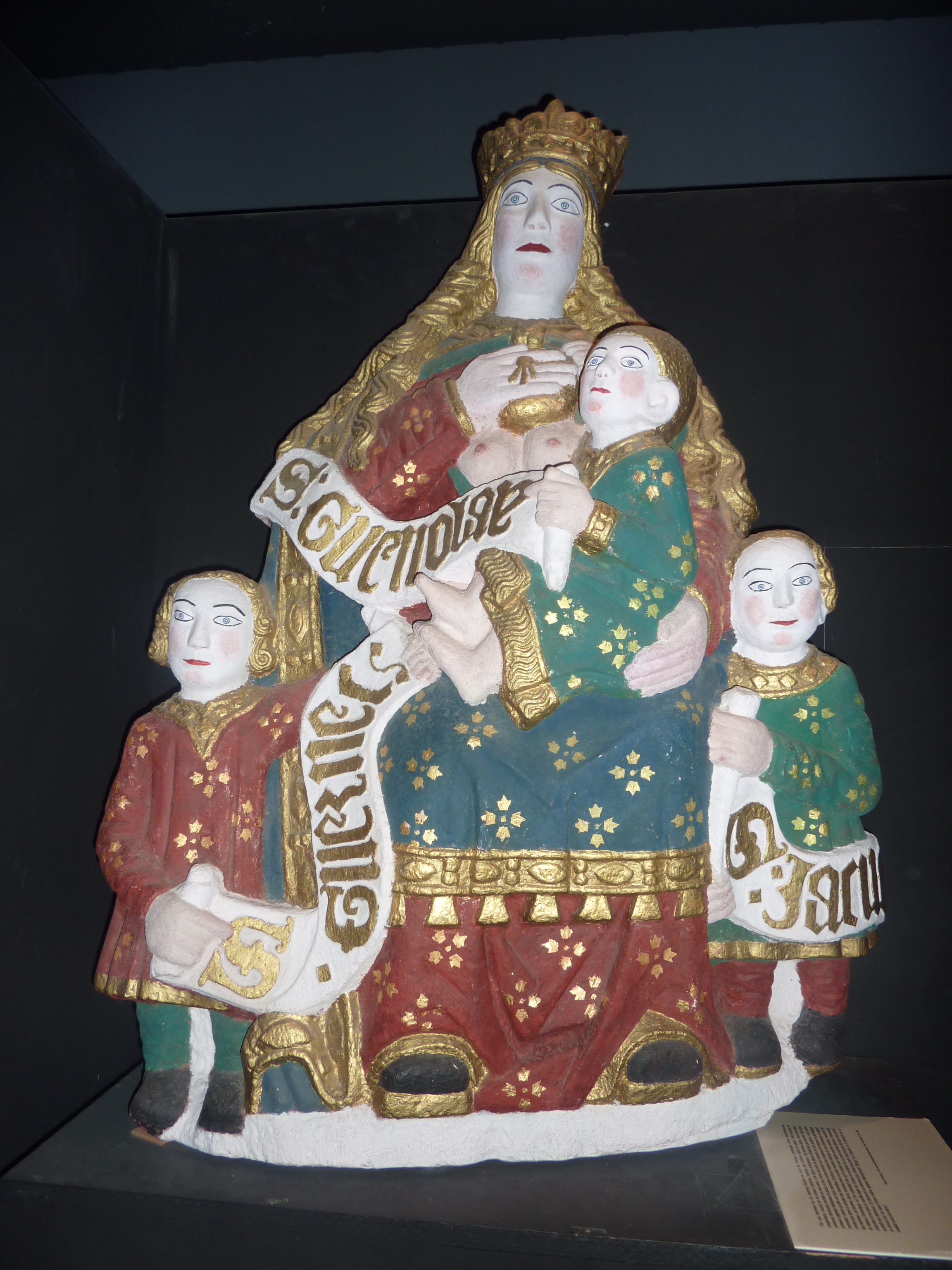

Гвенн Тейрброн (валл. Gwen Teirbron), или Бланш (фр. Blanche), или Альба Тримамис (лат. Alba Trimammis), или Кандида (лат. Candida) (V век) — жена святого Фрагана, мать святых Жакю и Гветенока, близнецов, святой Клерви и святого Гвеноле. Святая Католической церкви, дни памяти — 18 июля, 3 октября. Святой Кадван был сыном Энеаса Ледевига (Eneas Ledewig) и его жены Гвенн Тейрброн, дочери короля Арморики Будика II.
Прозвище святой означает «о трёх сосцах» (по числу святых младенцев мужского пола, вскормленных ею), с супругом и близнецами бежала из Уэльса от саксов и нашла приют в Арморике, в бухте святого Бриёка, на берегах Гуэта, в месте, которое стало называться Плуфраган.
К ней обращаются с молитвой о чадородии.

## Тропарь, глас 4
O noble exiles Fragan and Gwen who fled to Brittany in troubled times: ye established churches to God's praise and glory; your children brought joy and gladness to the Breton people. We praise you, glorious Saints.